# Пођето (Перуђа)
Пођето је насеље у Италији у округу Перуђа, региону Умбрија.
Према процени из 2011. у насељу је живело 79 становника. Насеље се налази на надморској висини од 339 м.